# Shinpan daimyō
Le shimpan daimyō (親藩大名) ou shimpan (親藩) est un terme qui distingue parmi la classe des daimyos, les plus fiables aux yeux des Tokugawa de l'époque d'Edo du Japon.
Après la bataille de Sekigahara en 1600 qui signale le début de l'époque d'Edo, Tokugawa Ieyasu entreprend une réforme fondamentale des clans et de leurs territoires.
Ieyasu répartit les daimyos en trois classes selon leur proximité avec la famille Tokugawa dirigeante. La classe la plus élevée, celle des shimpan, comprend les 23 parents de Ieyasu (y compris les branches latérales). La deuxième classe compte les 140 fudai qui s'étaient alliés aux Tokugawa avant même la bataille de Sekigahara et étaient considérés comme alliés. La classe la moins élevée est constituée des tozama daimyō qui étaient du côté des vaincus de la bataille.
Les postes les plus influents dans le gouvernement militaire du shogunat sont attribués aux fudai daimyō mais leur domaine féodal est pour la plupart relativement petit et situé au centre du Japon près de la capitale, constituant ainsi une espèce de zone tampon vis-à-vis des autres catégories perçues comme moins fiables.
Il existe du temps du shogunat Tokugawa ce qu'on appelle le gosanke, constitué de trois familles qui sont autant de branches du clan Tokugawa situées dans la succession du shogun. Elles possèdent les han (domaines) de Kishū, Owari et Mito. À cela s'ajoute le clan Matsudaira avec les domaines d'Aizu, Fukui et Tsuyama ainsi que les sous-branches.

## Source de la traduction
- (de) Cet article est partiellement ou en totalité issu de l’article de Wikipédia en allemand intitulé « Shimpan-Daimyō » (voir la liste des auteurs).